# Площадь Советской Армии
Пло́щадь Сове́тской А́рмии — площадь в Екатеринбурге. Площадь расположена в исторической части города, восточнее Городского пруда. Ограничена улицами Луначарского, Мамина-Сибиряка и Первомайской.
На площади расположено здание Окружного Дома офицеров (построено в довоенные времена), в правом крыле которого располагается Музей истории Уральского Военного Округа. Во внутреннем дворике Музея выставлены образцы тяжелой военной техники.
На площади также расположены памятники «Чёрный тюльпан» и «Чечня», Аллея героев-екатеринбуржцев, погибших в Афганистане и Чечне.
Одну сторону площади занимает здание, где расположены государственные ведомства, в частности Министерство по управлению государственным имуществом Свердловской области.
- «Чёрный тюльпан»
- Окружной дом офицеров
- Министерство по управлению госимуществом
- Памятник В. Ф. Маргелову